# Megistoteri
Megistotherium osteothlastes (del grec, megistos 'més gran' + theríon 'bèstia' i osteon 'os' + thlaston 'triturat', 'molt' amb -es sent un modificador nominal: 'triturador d'ossos') és el nom d'un enorme creodont de la família dels hienailúrids que visqué a principis del Miocè fa uns 23 milions d'anys. Batejat per Robert Savage el 1973, és el mamífer carnívor terrestre més gran del qual es té coneixença. S'alçava entre 1,9 i 2 metres a l'espatlla, feia 4 metres de longitud al cos, tenia una cua llarga d'entre 1 i 1,5 metres, fent una longitud total d'entre 5 i 5,5 metres, i un crani de 65 centímetres. Amb un pes estimat d'1,5 tones, era més pesat que cap altre mamífer carnívor terrestre extint o viu en pes corporal mitjà.
Les dents carnisseres del Megistotherium (com les d'altres Creodonta) foren els primers molars superiors, i s'encavalcaven amb els molars inferiors com tisores, per formar una formidable i poderosa cisalla. La terra que actualment forma el desert del Sàhara, era molt més fèrtil durant el Miocè. Una part considerable eren praderies i rebia abundants precipitacions, i els llacs i estanys proporcionaven aigua a la fauna, el qual proporcionava al Megistotherium i altres depredadors un ample subministrament de preses. Els grans Hyaenodons com aquest, podrien haver evolucionat originalment dels grans herbívors africans, com a predadors especialitzats o necròfags. Juntament amb els seus fòssils, s'han trobat ossos de mastodonts, el qual indica que Megistotherium podia haver-los caçat per alimentar-se.

## Taxonomia
L'ordre dels creodonts compren un grup divers de predadors que arribaren a la seva plenitud durant l'Eocè, abans de ser ecològicament desplaçats per l'ordre dels carnívors a finals de l'Oligocè. Megistotherium sorgí en el Miocè cap a finals de l'esplendor dels creodonts, i fou una part de la radiació d'hienodòntids africans que es produí en aquell moment. Hyainailouros sulzeri és un parent proper a Megistotherium, molt similar en mida i estructura, amb una cua llarga, unes extremitats curtes i un cos robust.